# Villa Pebra

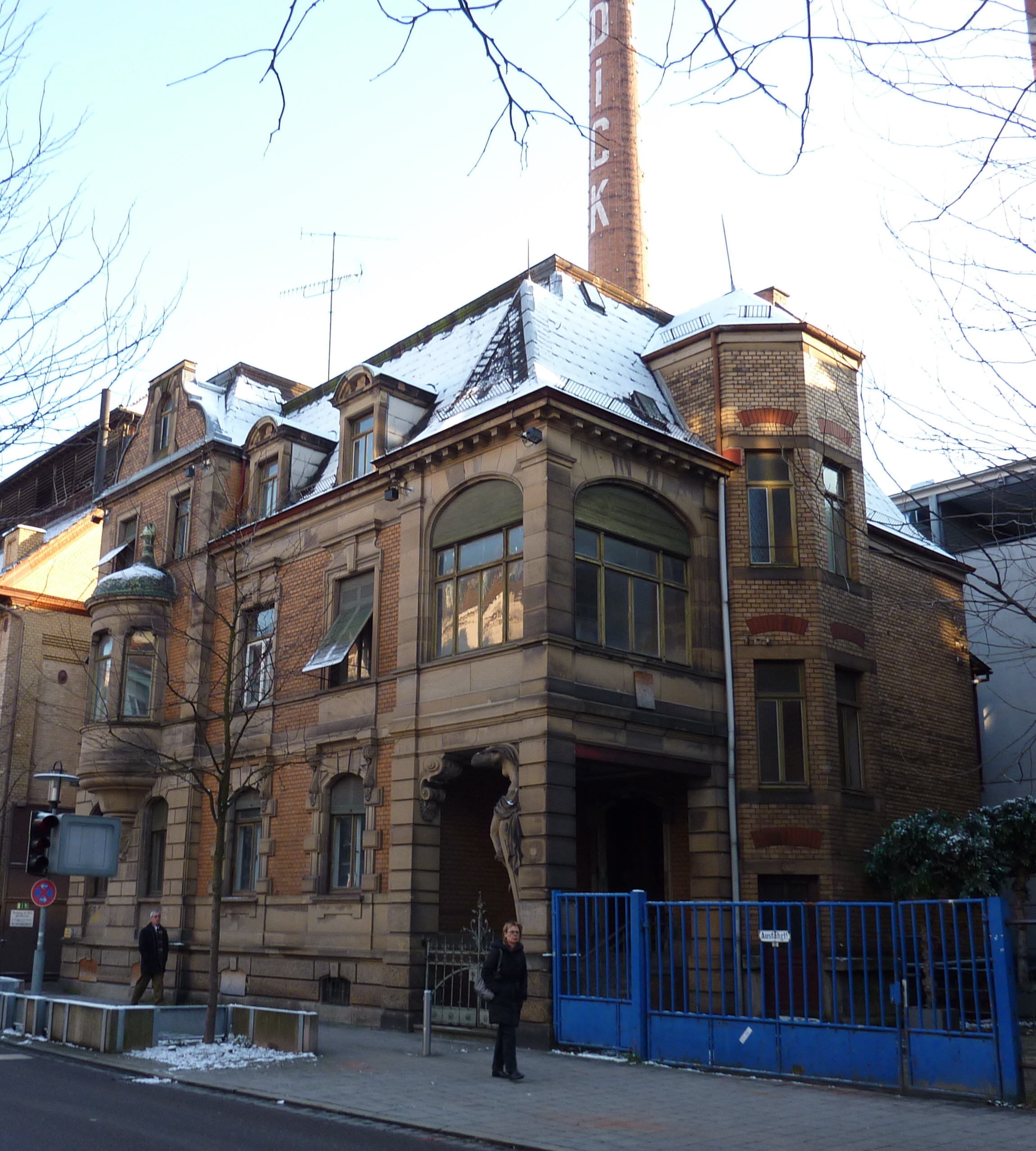
Villa Pebra (Anfang 2010)

Die Villa Pebra ist ein ehemaliges Wohnhaus in Esslingen am Neckar, Martinstraße 37. Ihre Architektur gehört stilistisch dem Historismus an und weist Elemente der Neorenaissance und des Neobarock auf.
Die Fabrikantenvilla wurde 1894 errichtet und steht heute unter Denkmalschutz. Sie stammt von dem Architekten Franz Schäffler und wurde wohl auch von diesem als Wohnhaus genutzt. Markant sind die Figur einer Atlantin am Eingangspfeiler und der Runderker des Bauwerks.
Das Gebäude neben dem Freizeitzentrum Dick wurde immer wieder für Ausstellungen genutzt, stand jedoch im Januar 2010 leer und sollte renoviert werden. Geplant war zunächst die Nutzung als Kulturzentrum unter dem Namen Russisches Haus. Ende 2009 stand aber auch eine Nutzung als Kindertagesstätte zur Diskussion.

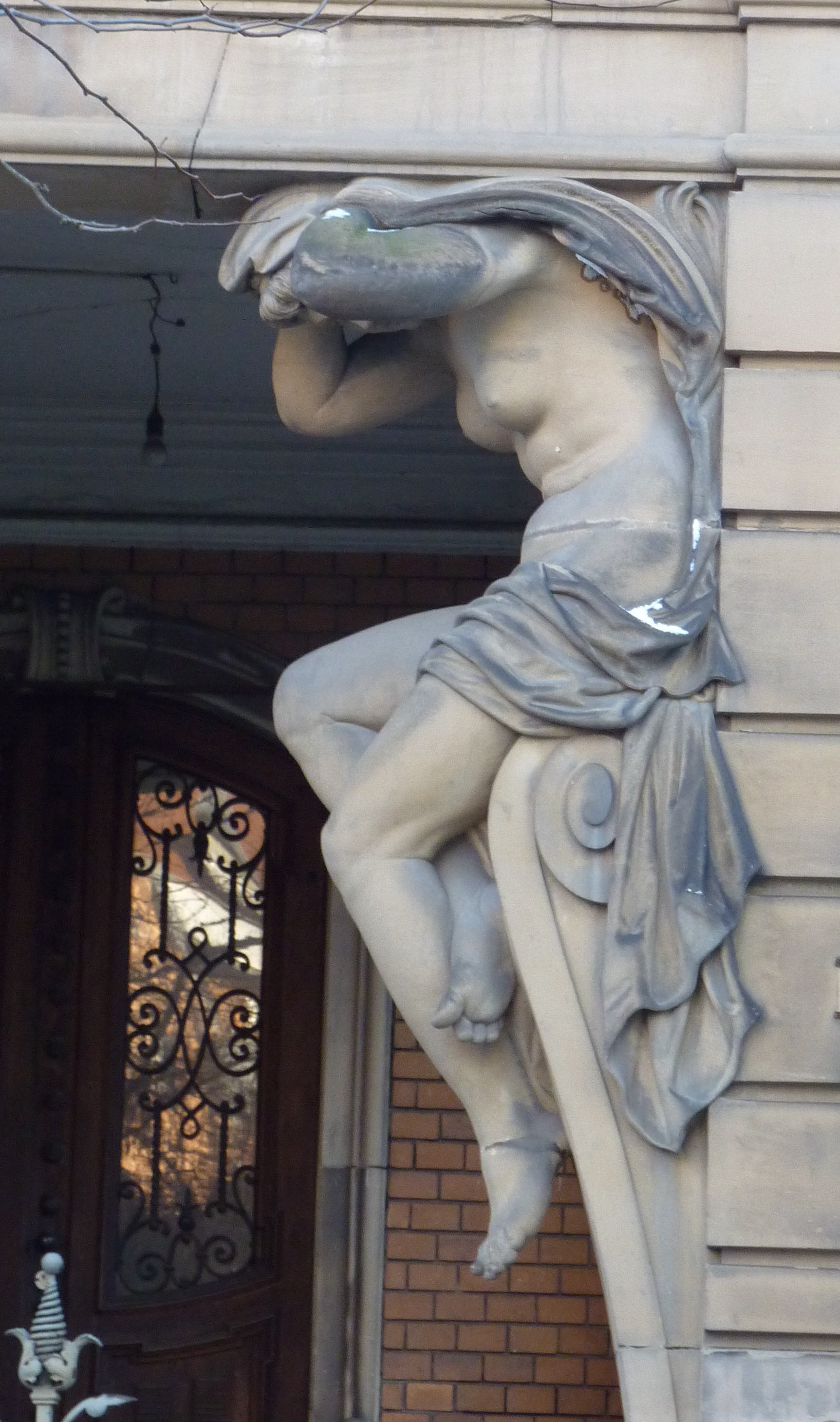
Atlantin am Eingangspfeiler
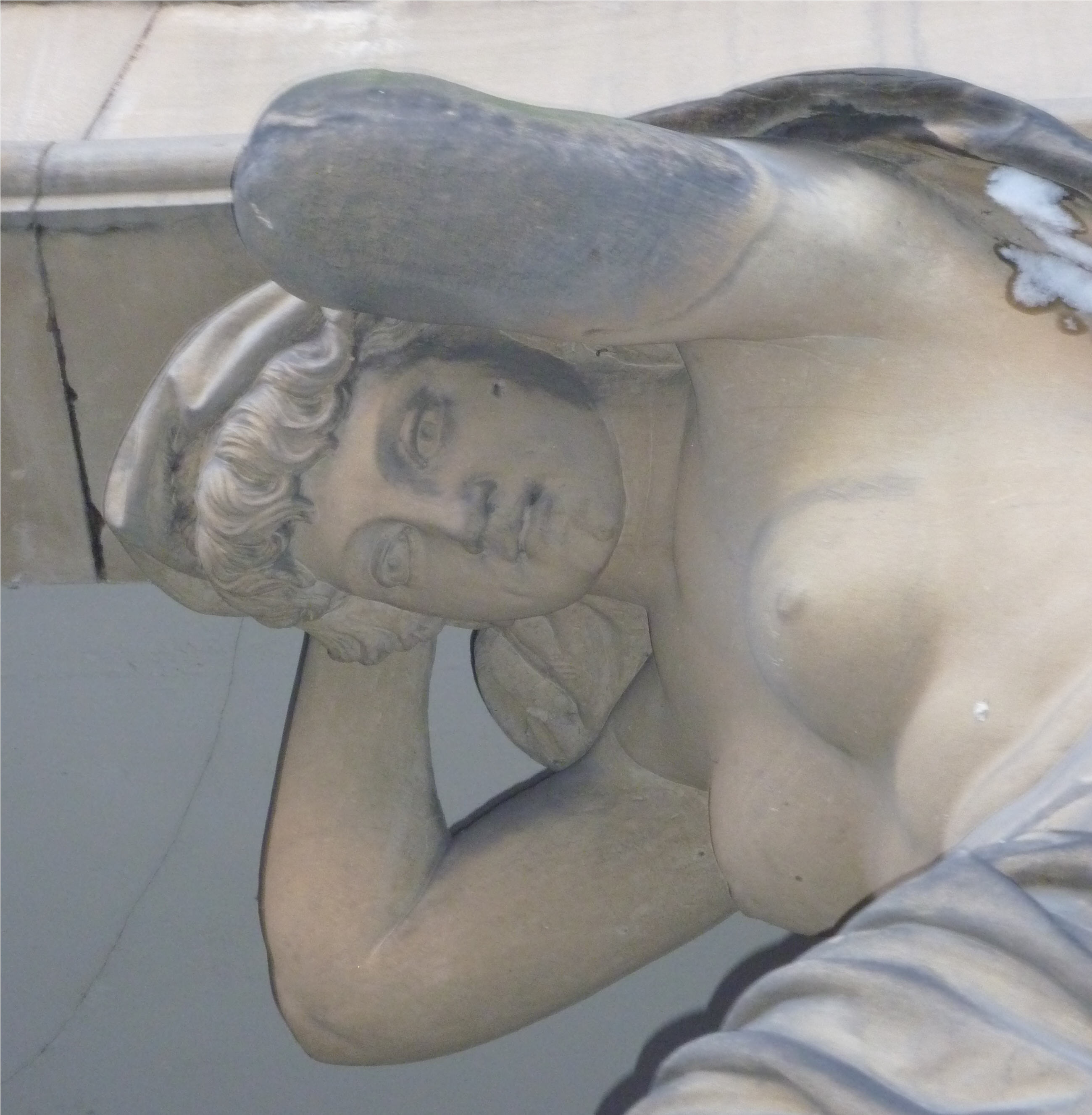
Detail der Atlantin